# Stadio Lungobisenzio
Lo stadio comunale Lungobisenzio è uno stadio polisportivo ubicato nella città italiana di Prato.
Costruito tra il 1938 e il 1941 e più volte ristrutturato nei decenni successivi, è principalmente adibito alla pratica del calcio: storicamente ospita (fatta salva una parentesi tra il 2017 e il 2022) le gare interne del maggior club cittadino dedito a tale disciplina, il Prato e dal 2024 anche lo Zenith Prato.
Ha inoltre accolto alcune partite del club di rugby a 15 I Cavalieri.

## Storia

### Il primo impianto
Inaugurato il 7 settembre 1941 con la disputa di un'amichevole tra Prato e Genoa, lo stadio sorge nei pressi del fiume Bisenzio (da cui poi trasse il nome ufficiale). Originariamente capace di 10.000 posti (suddivisi tra la tribuna centrale sul lato del fiume e una gradinata in legno sul lato opposto), lo stadio mostrava una vocazione marcatamente polisportiva, giacché attorno al campo erboso si sviluppava una pista d'atletica leggera. Oltre al campo da gioco principale, esso disponeva di un campo accessorio (c.d. antistadio) sul lato settentrionale.
Pur se gravemente danneggiato dai bombardamenti durante la seconda guerra mondiale (terminata la quale venne ristrutturato), lo stadio pratese mantenne siffatte caratteristiche.
Alla metà degli anni 1960 l'impianto iniziò a palesare i propri limiti strutturali, rivelandosi troppo piccolo e poco funzionale ad ospitare le partite del maggior club calcistico cittadino. La dirigenza di quest'ultimo richiese di poter realizzare un nuovo stadio da 30.000 posti e demolire il Lungobisenzio, ma l'amministrazione comunale non concesse il nullaosta. 
Dovendo comunque far fronte al pubblico sempre più numeroso che assisteva alle partite di calcio, lo stadio dovette comunque essere ampliato, pur se in maniera posticcia: accanto e sotto alla tribuna centrale furono aggiunte due tribune laterali e un parterre in legno, che portarono la capienza totale a 15.000 posti. Di queste, la tribuna sinistra venne dedicata alle tifoserie ospiti.
Neppure la crisi che nei decenni successivi investì il Prato (tale da farlo retrocedere dalla Serie B fino al Campionato Interregionale) intaccò l'affluenza allo stadio, che finanche negli anni di militanza del club tra i dilettanti registrò più volte il tutto esaurito.

### Prime ristrutturazioni (1980-1983)
L'arrivo di Andrea Toccafondi alla presidenza del Prato consentì l'avvio dei lavori di ricostruzione del Lungobisenzio. Nel corso degli anni '80 vennero demolite le tribune in legno a lato ferrovia, sostituite da tre nuove gradinate: a nord la "curva ferrovia", al sud la "maratona scoperta" (prive di tettoia) e al centro la "maratona coperta" (dotata di tettoia). Il settore "maratona scoperta" venne riservato ai tifosi ospiti (onde sommarsi alla preesistente tribuna laterale sinistra), mentre la "curva ferrovia" divenne la sede dei tifosi organizzati pratesi. A fronte di tale ammodernamento la capienza venne ridotta a 10.000 posti e conferì allo stadio un aspetto peculiare: mentre le tribune "propriamente dette" si presentavano tutte perfettamente allineate al terreno di gioco, gli spalti a lato ferrovia erano sfalsati e disallineati, con la curva e la "maratona scoperta" inclinate verso gli angoli del campo.
A fine anni '90 furono abbattute la tribuna parterre (ubicata al di sotto della tribuna centrale) e la tribuna laterale destra, ormai vetuste e pericolanti per via della loro ultraventennale struttura lignea. Non venne interessata dall'intervento la tribuna laterale sinistra, pur se coeva della destra. Nel 2003 fu implementato un nuovo impianto di videosorveglianza sull'area dello stadio e si provvide a smantellare la pista di atletica (caduta ormai in disuso), nonché ad aprire una nuova entrata agli spalti a beneficio dei tifosi locali. La capienza calò ulteriormente da 10.000 a 5.000 posti.

### Terzo millennio
Con l'avvento degli anni 2000 i problemi del Lungobisenzio si acuirono: il Prato dovette spesso ricorrere a deroghe per mantenere l'agibilità dello stadio, le cui strutture (complice la carente manutenzione) s'erano vieppiù fatte obsolescenti, pericolanti e limitate.
Nel 2004 la società Valore, interessatasi all'acquisto dell'A.C. Prato, presentò un progetto denominato Prato Plaza Stadium: esso prevedeva l'edificazione di un nuovo stadio da 20.000 posti (con annessi centro commerciale, palestra e piscine) in un'altra zona della città; ciò avrebbe permesso la demolizione del Lungobisenzio, sul cui terreno sarebbero poi sorte palazzine residenziali. 
Tutto ciò rimase lettera morta e l'impianto pratese continuò ad essere fonte di problemi. Nel febbraio 2012, poco prima dell'inizio della partita Prato-Fidelis Andria, una forte raffica di vento provocò il distacco di un riflettore da una delle torri faro: la lampada cadde però su una parte delle tribune priva di pubblico, senza creare danni a persone o cose. Nello stesso anno la scadenza della deroga d'agibilità al settore ospiti obbligò il Prato a giocare una giornata di campionato ad Agliana. 
Nell'estate del 2012 il perdurante stato di degrado dello stadio portò il Prato vicino all'estromissione dal campionato di Lega Pro Prima Divisione 2012-2013: l'ipotesi fu scongiurata solo previo consolidamento e messa a norma dell'impianto d'illuminazione.

### Nuovo Lungobisenzio (2014-2017)
Un primo intervento di ristrutturazione venne intrapreso nell'estate 2014, con la demolizione della vecchia tribuna laterale sinistra, destinata alla tifoseria ospite, e la chiusura al pubblico della Tribuna Maratona scoperta e della Curva Ferrovia. La nuova tribuna ospiti, ricollocata al posto della precedente, venne inaugurata il 7 settembre 2014 in vista della partita Prato-Tuttocuoio, terminata 1-4 per i ponteaegolesi.
Contestualmente venne formulato ed approvato il progetto del "nuovo Lungobisenzio", volto a conseguire la totale ristrutturazione dell'arena.
L'attuazione del progetto vero e proprio prese il via nel 2015, allorché si provvide a costruire una vera e propria "curva" dietro la porta settentrionale (a beneficio dei tifosi organizzati locali) e a demolire le ormai inagibili Curva Ferrovia e Tribuna Maratona scoperta. La nuova curva, costruita in prefabbricato metallico, venne inaugurata ufficialmente il 16 gennaio 2016 nel match Prato-Pisa terminata 0-1 per i nerazzurri. La capienza venne così transitoriamente attestata a 4.000 posti a sedere.
Nel giugno 2017 sono ufficialmente cominciati i lavori di completo restyling e di ristrutturazione dello stadio. Il terreno di gioco viene spostato di 15 m in direzione ovest, onde avvicinarlo alla tribuna centrale Biancalani: la rizollatura viene effettuata ancora in erba naturale, anziché (come inizialmente pianificato) in erba sintetica. Per quanto concerne gli spalti, l'ultimo settore rimasto della Maratona (la tribunetta coperta) e i due settori a latere della tribuna coperta vengono abbattuti: sul lato orientale del campo viene poi implementata un'unica piccola gradinata in acciaio, che viene adibita a settore ospiti. Nessuna modifica interviene invece sulla curva nord. La capienza viene così decrementata sotto i 3.000 posti a sedere, tenendo però pronto un progetto supplementare che, in caso di necessità, consentirebbe di riportarla fino a perlomeno 6.000 unità.
I lavori procedono però a rilento: tra i mesi di luglio e agosto 2017 il cantiere viene posto sotto sequestro dalla Procura cittadina su segnalazione dell'azienda sanitaria locale, che aveva ravvisato alcune carenze nella documentazione inerente ai lavori di abbattimento di parte degli spalti. I lavori ripartono solo a dissequestro avvenuto, a fine agosto; il ritardo fa dunque slittare la data di fine cantiere all'anno solare seguente, obbligando il Prato a giocare tutta la stagione 2017-2018 in campo neutro, presso lo stadio Ettore Mannucci di Pontedera. 

### Chiusura e riapertura
A far saltare la riconsegna dell'impianto intervengono tuttavia le vicissitudini del club cittadino, che nel maggio 2018 retrocede in Serie D e a stretto giro viene messo in vendita (senza esito) dal patròn Toccafondi. Il 3 agosto seguente il municipio, adducendo a motivo proprio la mancata cessione del sodalizio, col quale erano sorti ormai da tempo gravi dissapori, delibera lo sfratto dell'Associazione Calcio Prato dal Lungobisenzio, che il 3 settembre successivo viene forzosamente riacquisito dagli emissari comunali. La decisione viene poi confermata (previo respingimento del ricorso presentato dal club laniero) dal TAR della Toscana e dal Consiglio di Stato; da ultimo il 9 aprile 2019 il locale giudice per le udienze preliminari rigetta le opposizioni dell'A.C. Prato (che aveva anche denunciato per abuso d'ufficio il sindaco in carica Matteo Biffoni) e dispone l'archiviazione del caso.
In ragione di ciò lo stadio, rimasto privo di gestore/usufruttario, rimase per mesi in stato di abbandono, per poi essere riaperto in occasione di estemporanei eventi ludico-sportivi patrocinati dal comune di Prato. Cinque anni dopo, a seguito del cambio di proprietà del club e della ricucitura dei rapporti con l'amministrazione, il Prato fa ritorno al Lungobisenzio in occasione della gara di campionato del 30 gennaio 2022 contro il Rimini. La prolungata assenza del calcio giocato dall'impianto ha comportato però la necessità di attuare alcuni interventi manutentivi, in particolare alla tribuna centrale, che in attesa di tornare agibile viene sostituita da una piccola gradinata coperta in tubolare metallico. Concluse tutte le operazioni, il 9 settembre 2022 anche il rettilineo coperto riapre al pubblico.

## Settori
A seguito degli ultimi lavori di ristrutturazione (2017-2018), lo stadio Lungobisenzio presenta una struttura a pianta rettangolare. Gli spalti si suddividono nei seguenti tre settori indipendenti:
- Tribuna centrale Marcello Biancalani: struttura permanente dotata di copertura, ospita i posti d'onore e le postazioni dedicate a giornalisti e radiotelecronisti. Al suo interno si collocano i locali tecnici principali dell'impianto. Dal 2014 è intitolata alla memoria di un dirigente in forza al Prato dal 1975 al 2013 (anno della sua scomparsa).
- Tribuna est: costruita opposta alla centrale, ma spostata verso il lato meridionale del rettangolo, assolve la funzione di settore riservato ai tifosi ospiti. La struttura è a impalcatura metallica.
- Curva Ferrovia Matteo Ventisette: costruita in tubolari metallici lungo il lato corto settentrionale del campo, è priva di copertura. Ospita i gruppi della tifoseria organizzata locale. Dal 2009 è intitolata alla memoria di un ultras pratese scomparso in giovane età a seguito di un malore.

I settori dismessi nel 2014 e demoliti entro il 2017 erano invece i seguenti:
- Curva Ferrovia, Maratona coperta e Maratona scoperta: opposte alla tribuna centrale, erano costruite con una struttura mista in ferro e cemento. Erano destinate ad accogliere rispettivamente le tifoserie organizzate interne, il generico pubblico di casa e (dopo l'abbattimento della tribuna laterale sud) i supporters ospiti.
- Tribuna laterale sud e Tribuna laterale nord: costruite negli anni '60 con struttura lignea e poi riedificate nei decenni a seguire, era in parte dedicata ai tifosi ospiti.

## Incontri di selezioni nazionali
L'8 dicembre 2004, il Lungobisenzio ha ospitato un'amichevole tra le selezioni under-21 di Italia e Germania.

## Eventi extracalcistici ospitati

### Rugby
Pur se dedicato principalmente al calcio, lo stadio Lungobisenzio ha anche ospitato partite di rugby a 15. 
La nazionale maggiore italiana vi ha disputato due amichevoli: nel marzo 2005 contro la Francia e nel novembre 2005 contro Tonga.
Il club cittadino I Cavalieri (generalmente basato al più piccolo stadio Enrico Chersoni) ha invece utilizzato il Lungobisenzio nel 2011 come stadio di casa per i gironi della Challenge Cup 2011-12.

### Concerti e spettacoli
Tra gli eventi non sportivi svoltisi al Lungobisenzio si annoverano i seguenti:
- 6 luglio 1989: Liberi liberi Tour (Concerto musicale di Vasco Rossi)
- 3 settembre 1991: Tour Le Nuvole (Concerto musicale di Fabrizio De André)
- 7 settembre 2007: Tutto Dante (Spettacolo teatrale di Roberto Benigni)